# Mary Carew
Mary Louise Carew-Armstrong (Medford, 8 settembre 1913 – Framingham, 12 luglio 2002) è stata una velocista statunitense, campionessa olimpica della staffetta 4×100 metri ai Giochi di Los Angeles 1932.

## Biografia
Ai Giochi olimpici di Los Angeles 1932 vinse l'oro nella staffetta 4×100 metri con le connazionali Evelyn Furtsch, Annette Rogers e Wilhelmina von Bremen.

## Palmarès
| Anno | Manifestazione  | Sede        | Evento      | Risultato | Prestazione | Note            |
| ---- | --------------- | ----------- | ----------- | --------- | ----------- | --------------- |
| 1932 | Giochi olimpici | Los Angeles | 4×100 metri | Oro       | 47"0        | Record mondiale |